# Globalwafers
GlobalWafers (Eigenschreibweise) ist ein taiwanesisches Unternehmen der Technologiebranche, einer Tochtergesellschaft von Sino-American Silicon Products (SAS). Es ist der drittgrößte Siliziumwafer-Lieferant der Welt.

## Geschichte
Im Oktober 2010 wurde das Unternehmen aus dem SAS-Geschäftsbereich Halbleiter ausgegliedert und offiziell als GlobalWafers Co., Ltd. gegründet.
2016 übernahm GlobalWafers die Halbleitersparte SunEdison Semiconductors. Durch den Kauf stieg GlobalWafers zum drittgrößten Waferproduzenten der Welt auf.
Im Jahr 2020 kündigte GlobalWafers den Versuch an, den deutschen Siliziumwafer-Anbieter Siltronic zu übernehmen. Das Geschäft scheiterte 2022, als die deutsche Regierung die Transaktion nicht innerhalb der vorgeschriebenen Frist genehmigte.
Nach dem gescheiterten Übernahmeversuch von Siltronic kündigte GlobalWafers an, die für die Übernahme vorgesehenen mehr als 3 Mrd. USD in den Ausbau der Kapazitäten zu stecken.

## Operative Tätigkeiten
Den GW-Standorten in Hsinchu und Singapur gibt es noch mehrere Standorte weltweit, die aus der MEMC (ehemals Monsanto Electronic Materials Company, bzw. SunEdison) hervorgegangen sind, so MEMC LLC in Saint Peters (Missouri), MEMC Electronic Materials SDB BHD in Kuala Lumpur, MEMC Electronic Materials SpA in Meran (Italien), MEMC Electronic Materials SpA Novara (Italien) und MEMC Japan Ltd. in Utsunomiya (Japan).
In Südkorea operiert GlobalWafers unter der Tochtergesellschaft MEMC Korea Co. in Cheonan. Eine zweite Fabrik wird 2019 eröffnet.